# Giovanni Camocio
Giovanni Francesco Camocio (ur. 1501, zm. 1575) – włoski drukarz książek i map, kartograf. Wydany przez niego komplet 4 map przedstawiający Oblężenie Malty przez Turków w 1565 roku będący w posiadaniu Narodowego Muzeum Sztuk Pięknych w Valletcie i Wydziału Nauk Przyrodniczych Uniwersytetu Karola w Pradze został w 2017 roku wpisany przez UNESCO na listę Pamięć Świata.

## Życiorys

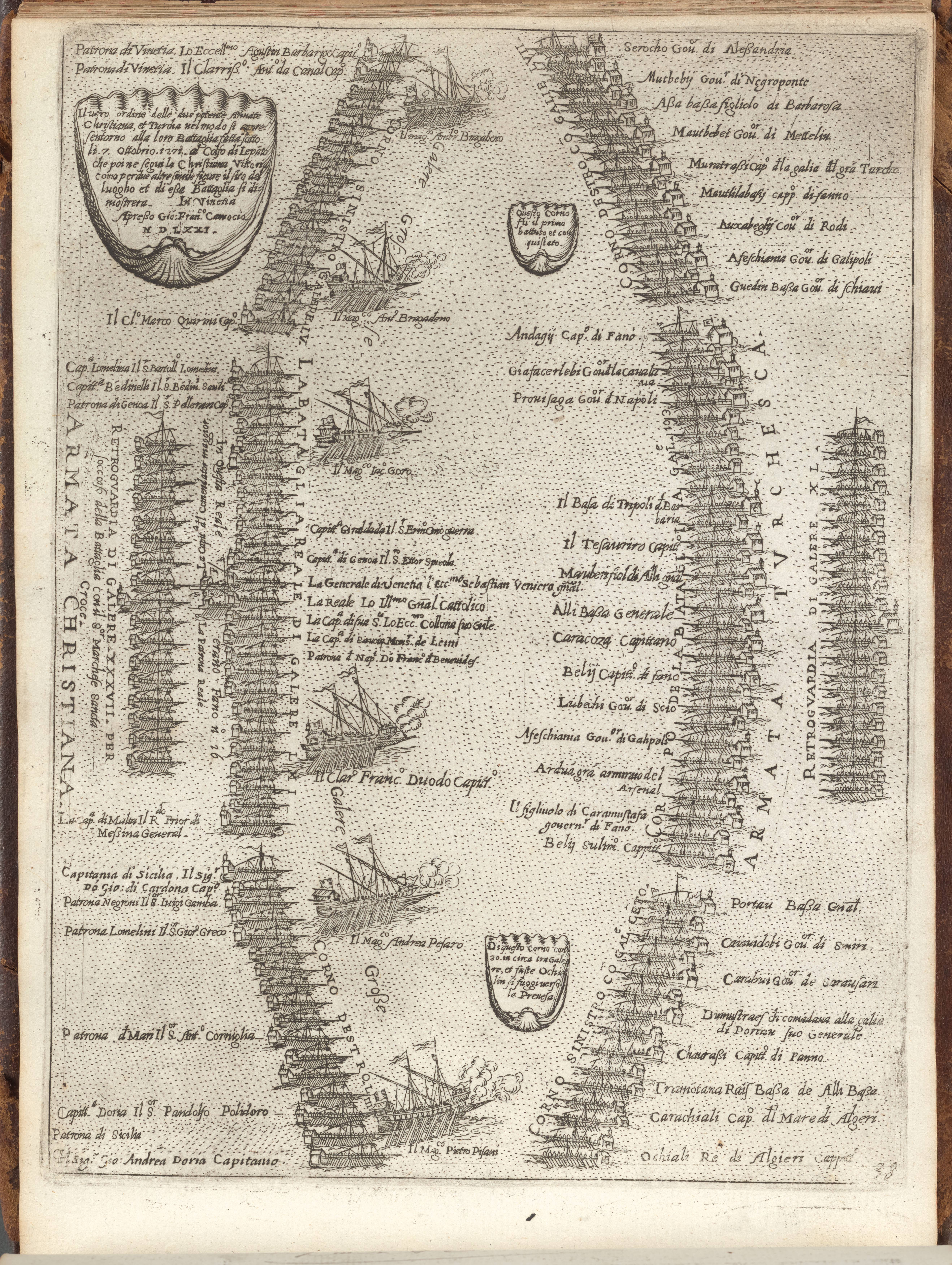
Mapa Camocia z 1574 roku

Urodził się w pierwszej połowie XVI wieku, prawdopodobnie w Asolo. Od 1552 roku prowadził w Wenecji księgarnię „Al segno della Piramide” w San Lio in Merceria, sprzedając głównie ryciny i reprodukcje dzieł sztuki oraz mapy geograficzne. Przy opracowywaniu map współpracował ze znanymi rytownikami i kartografami takimi jak: Domenico Zenoi, Paolo Forlani, Giacom Gastaldi i inni. W latach 1566–1574 opublikował luzem wiele druków małoformatowych z których powstała książka znana jako Isole famose (Słynne wyspy). Używał znaku typograficznego z rysunkiem piramidy na czterech kulach, wspartej na cokole z napisem Prudentia perpetuat i głową węża. Najstarszy miedzioryt Camocio pochodzi z 1566 r., a ostatni z 1574 roku.
2 października 1567 roku Senat Republiki Weneckiej nadał mu przywilej druku wydawnictw religijnych, portretów i map. 9 września 1568 roku Camoci (wraz z rytownikiem Domenico Zenoi) został ukarany grzywną przez Esecutori contro la Bestemmia za posiadanie zestawu nieprzyzwoitych sonetów przeplatanymi obscenicznymi scenami.
Zmarł około 1575 roku prawdopodobnie podczas zarazy.

## Pamięć Świata UNESCO
Od 1997 roku jest tworzony rejestr Pamięć Świata do którego są wpisywane dokumenty o szczególnym znaczeniu dla dziedzictwa kulturalnego na świecie. W 2017 roku 4 mapy Camocio przedstawiające Oblężenie Malty przez Turków w 1565 roku zostały wpisane na tę listę. Mapy tworzą całość i pokazują wydarzenia, które miały miejsce między sierpniem a wrześniem 1565 roku, ilustrując atak na Islę (Sengleę) i wycofanie wojsk osmańskich. Trzy z nich 1, 3 i 4 zachowały się w Narodowe Muzeum Sztuk Pięknych w Valletcie, a jedna nr 2 została w 2013 roku odnaleziona w kolekcji map Wydziału Nauk Przyrodniczych Uniwersytetu Karola w Pradze. Odkrył ją w 2013 roku sekretarz Malta Map Society Joseph Schiro przeglądając skatalogowane, zdigitalizowane i udostępnione zbiory map Uniwersytetu Karola. Natychmiast przyjechał do Pragi. Po zbadaniu mapy potwierdził jej autentyczność i fakt, że jest ona jedynym znanym zachowanym egzemplarzem w zbiorach europejskich i amerykańskich. O ile pierwsza i czwarta mapa z Kolekcji Kartograficznej Narodowego Muzeum Sztuki w Valletcie zachowały się również w kolekcjach prywatnych, to mapy druga i trzecia są jedynymi zachowanymi egzemplarzami na świecie.
Decyzję o staranie się o wpis podjęto w 2015 roku. Formularz rejestracyjny został złożony wspólnie przez Heritage Malta i Uniwersytet Karola w Pradze w 2016 roku. Wsparciem miała być wystawa map przygotowana w Narodowym Muzeum Archeologicznym w Valletcie przez jego kustosza Bernadina Scicluna i dyrektorkę zbioru map Uniwersytetu Karola dr hab. Evę Novotną. Od stycznia do maja była pokazywana w Valettcie, potem w czerwcu i lipcu na Gozo, by po przetłumaczeniu na czeski w lipcu i sierpniu zostać udostępnioną w Pradze.
5 kwietnia 2018 roku w Pradze Minister Kultury Republiki Czeskiej wręczył Dziekanowi Wydziału Nauk Przyrodniczych Uniwersytetu Karola certyfikat potwierdzający wpis map Camocio z Wielkiego Oblężenia Malty do Rejestru Pamięci Świata UNESCO.